# Puchar Kosowa w piłce nożnej mężczyzn (2018/2019)
Puchar Kosowa w sezonie 2018/2019 zdobył zespół KF Feronikeli Glogovac.

## Czwarta runda
| Numer | Data       | Mecz                                                          |
| ----- | ---------- | ------------------------------------------------------------- |
| 1     | 08.12.2018 | KF Liria Prizren 0–4 KF Prishtina                             |
| 2     | 08.12.2018 | KF Fushë Kosova 1–2 KF Ferizaj                                |
| 3     | 08.12.2018 | KF Drita Gnjilane 5–3 KF Minatori                             |
| 4     | 08.12.2018 | KF Besa Peć 0–0 po dogr. (karne 2–3) KF Vëllaznimi Djakowica  |
| 5     | 09.12.2018 | KF Trepça’89 Mitrowica 3–0 (po dogr.) KF Flamurtari Prisztina |
| 6     | 09.12.2018 | KF Kika 2–2 po dogr. (karne 3–1) KF Istogu                    |
| 7     | 09.12.2018 | KF Ballkani Suva Reka 3–0 KF Gjilani                          |
| 8     | 09.12.2018 | KF Dukagjini Klina 0–4 KF Feronikeli Glogovac                 |

## Ćwierćfinał
| Numer | Data       | Mecz                                                         |
| ----- | ---------- | ------------------------------------------------------------ |
| 1     | 09.02.2019 | KF Prishtina 0–0 po dogr. (karne 4–5) KF Trepça’89 Mitrowica |
| 2     | 09.02.2019 | KF Ferizaj 0–1 KF Feronikeli Glogovac                        |
| 3     | 09.02.2019 | KF Kika 0–1 (po dogr.) KF Ballkani Suva Reka                 |
| 4     | 09.02.2019 | KF Vëllaznimi Djakowica 1–0 KF Drita Gnjilane                |

## Półfinał
Mecze zostały rozegrane 17 kwietnia oraz 1 maja 2019.
| Drużyna 1               | Wynik dwumeczu | Drużyna 2              | Pierwszy mecz | Drugi mecz |
| ----------------------- | -------------- | ---------------------- | ------------- | ---------- |
| KF Vëllaznimi Djakowica | 1–4            | KF Trepça’89 Mitrowica | 0–4           | 1–0        |
| KF Ballkani Suva Reka   | 1–4            | KF Feronikeli Glogovac | 1–2           | 0–2        |

## Finał
Finał Pucharu Kosowa w tym roku odbył się 24 maja 2019.
| 24 maja 2019 20:45 CET | KF Trepça’89 Mitrowica · Ardian Muja 73' | 1:5(0:2) | KF Feronikeli Glogovac · 16' Astrit Fazliu · 27' Mëndurim Hoti · 66' Albutrint Morina · 70' Kastriot Rexha · 90+2' Kastriot Rexha | Fadil Vokrri Stadium, Prisztina |
|                        |                                          |          | |                                 |